# One People’s Public Trust
Der One People’s Public Trust (OPPT) ist eine Bewegung, deren Anhänger im Rahmen einer Verschwörungstheorie die Legitimität aller Nationalstaaten infrage stellen. Die Anhänger der Gruppierung glauben, dass Staaten lediglich Firmen seien. Die ideologische Argumentation des OPPT ähnelt jener der Reichsbürgerbewegung in Deutschland.
Die Gruppierung sieht sich für die ganze Welt legitimiert, agiert bisher aber vor allem in den Vereinigten Staaten von Amerika. Die Gruppierung erhält jedoch zunehmend auch Zulauf von Anhängern im deutschsprachigen Raum. In Europa traten diese bisher vor allem in Österreich in Erscheinung. Die Republik Österreich wurde nach ihrer Ansicht durch den versäumten Einspruch gegen eine angebliche Zwangsvollstreckung („UCC financial statement“) aufgelöst.

## Geschichte
Angeblich gründeten die drei US-Juristen Caleb P. Skinner, Heather A. Tucci-Jarraf und Hollis R. Hillner im Jahr 2012 diese Organisation. Die Gründer entstammten der Gruppierung der Freemen on the Land, eine anarchistischen Bewegung, welche staatliche Strukturen ablehnt und bekämpft. Am 25. Dezember 2012 teilten sie mit, dass der Besitz alle Regierungen und Banken der Welt gepfändet sei, und versprachen jedem ihrer Anhänger 10 Milliarden Dollar in Gold und Silber.
Seit Anfang Dezember 2012 ließen die Betreiber des OPPT in mehreren Bundesstaaten der USA angebliche Pfändungsforderungen gegen einzelne Staaten und Banken eintragen. Dies wurde durch das amerikanische System der Schuldnerregister ermöglicht, welche in jedem der US-Bundesstaaten geführt werden, wodurch man einfach durch das Ausfüllen eines Formulars, des „UCC financial statement“, ungeprüft angebliche Forderungen registrieren lassen kann. Damit wird im Falle einer Forderungsklage ein Vorrang bei der Befriedigung der Forderung zu Gunsten desjenigen gesichert, der vorher einen solchen Eintrag in das Register veranlasst hat. Obwohl durch den Registereintrag an sich ein tatsächlicher Forderungsgrund natürlich nicht entstehen kann, spiegeln die Vertreter des OPPT ihren Anhängern vor, dass die Registereinträge immense Forderungen gegenüber Staaten, Banken und Einzelpersonen in Billionenhöhe belegen würden. Weil die Forderungs-Registrierungen per UCC von niemandem ernst genommen wurden und deshalb niemand auf sie reagiert oder geantwortet hat, sollen nach der Vorstellung des OPPT am 25. Dezember 2012 all ihre Forderungen durch „stille Zustimmung“ in Kraft getreten sein. Mit der anschließenden Auflösung des Trusts im Jahr 2013 sei schließlich „der letzte Rest des alten Systems offiziell entsorgt worden“, unter anderem auch die Republik Österreich. Dadurch seien unwiderruflich auch alle Rechtspersonen formal aufgelöst worden.
Die OPPT-Aktivisten behaupten, dass Verträge auch durch „stille Zustimmung“ zustande kommen, d. h., dass die Willenserklärung einer Partei als abgegeben gelten würde, wenn diese auf ein Anschreiben hin nicht reagiert. Schweigen im Rechtsverkehr stellt jedoch keine Willenserklärung dar. Eine Ausnahme bilden hier lediglich bestimmte sehr spezielle Konstellationen im Handelsrecht. Hier muss ein Kaufmann unter bestimmten Voraussetzungen unverzüglich widersprechen, wenn er den Inhalt eines an ihn gerichtete Bestätigungsschreibens nicht gelten lassen will. Diese Regelung aus § 362 HGB gilt jedoch nur gegenüber Kaufleuten und zudem nur in einigen ganz bestimmten Konstellationen: Geht einem Kaufmann, dessen Gewerbebetrieb die Besorgung von Geschäften für andere mit sich bringt, ein Antrag über die Besorgung solcher Geschäfte von jemandem zu, mit dem er in Geschäftsverbindung steht, so ist er verpflichtet, unverzüglich zu antworten; sein Schweigen gilt als Annahme des Antrags. Denn innerhalb einer kaufmännischen Geschäftsbeziehung werden dem Kaufmann traditionell besondere Pflichten auferlegt.
Deutsche OPPT-Aktivisten verbreiten ebenso wie viele Reichsbürger kontrafaktisch die Behauptung, dass diese Ausnahmeregelung aus dem Handelsrecht ganz allgemein gültig sei, also für Willenserklärungen von jeglichen natürlichen und juristischen Personen, und dass auf diese Weise ganze Staaten aufgelöst und gepfändet werden könnten, wenn sie nicht widersprechen. Genau dies sei spätestens 2012 geschehen.

## Aktivitäten im angelsächsischen Raum
Die Idee des OPPT verbreitete sich schnell im angelsächsischen Raum. Im Juli 2013 versuchte die Neuseeländerin Kiri Campbell, aufgrund der Ratschläge von OPPT, 15 Millionen Dollar von ihrem angeblichen Guthaben im OPPT-Trust auf ihrem Konto gutschreiben zu lassen und stellte ungedeckte Schecks über 60 000 Dollar aus. Sie wurde verhaftet und gestand ihr Fehlverhalten ein, weshalb sie zu 200 Stunden gemeinnütziger Arbeit verurteilt wurde. Dennoch wurde sie als Heldin bei den Anhängern des OPPT gefeiert.

## Aktivitäten in Österreich
Im Juli 2014 ließen österreichische OPPT-Anhänger aus der Gemeinde Waidhofen an der Thaya im Schuldnerregister des US-Bundesstaates Washington ein „UCC financial statement“ mit angeblichen Forderungen gegen missliebige Behördenmitarbeiter und Polizeibeamte eintragen.
Im Sommer 2014 wurde auf einem von OPPT-Anhängern in Waidhofen (Ortsteil Hollenbach) betriebenen Bauernhof, von diesen ein sog. „Volkstribunal“ eines angeblichen „International Common Law Court of Justice, Vienna“ (ICCJV) gegen eine ortsansässige Rechtsanwältin abgehalten. Anwesend waren dabei rund 40 Aktivisten. Die Rechtsanwältin war als Sachwalterin eines verschuldeten und in psychiatrische Behandlung eingewiesenen OPPT-Mitglieds eingesetzt. Zuvor waren OPPT-„Sheriffs“ bereits zu Hause bei der Anwältin erschienen, um sie „vorzuladen“. Ein von OPPT-Aktivisten selbst aufgenommenes Video zeigt darüber hinaus, wie einige Aktivisten auf der örtlichen Polizeistation selbst verfasste Haftbefehle gegen die Rechtsanwältin vorlegten und das mit selbst gebastelten Ausweisen „aus Brüssel“ untermauern wollten.
Nach einer daraufhin durchgeführten Polizei-Razzia ermittelte die Staatsanwaltschaft Krems an der Donau gegen die dafür verantwortlichen OPPT-Mitglieder. Seitdem steht die OPPT-Szene auch unter Beobachtung des österreichischen Verfassungsschutzes. Die Bewegung wird von den Behörden als Sekte eingeordnet. Ihr Anführer, der sich „Souverän (Terrance) O’Connor“ nennt, ist ein US-Staatsbürger. Er saß nach der Razzia zwei Monate in Untersuchungshaft. Nach seiner Freilassung beantragte er in Österreich politisches Asyl. Letztendlich wurde er jedoch von Österreich in die USA abgeschoben.
Ein Unterstützer des OPPT-Konzepts ist Franz Hörmann, außerordentlicher Professor an der Wirtschaftsuniversität Wien. Das OPPT-Konzept stellte Hörmann unter anderem im Mai 2013 in einem Okitalk vor – einer Internet-Plattform, wo einschlägige Vorträge und Diskussionsrunden zu dem Thema gestreamt werden. In seinen Vorträgen und Diskussionsrunden spricht Hörmann dazu gerne über Verschwörungstheorien, Außerirdische oder die in Zukunft mögliche Goldproduktion aus Quecksilber.
Unter anderem in Reaktion auf die Aktivitäten des OPPT in Österreich wurde im Juni 2017 die Schaffung eines neuen Straftatbestandes gegen staatsfeindliche Bewegungen (§ 247a StGB) beschlossen, der unter gewissen Bedingungen die Gründung, führende Betätigung in, Teilnahme an oder Unterstützung einer solchen Bewegung mit bis zu zwei Jahren Freiheitsstrafe bedroht. Der OPPT wurde dabei in der Regierungsvorlage explizit als Beispiel angeführt.

## Fantasie-Gericht ICCJV
OPPT-Aktivisten haben am 19. Juni 2014 das „Internationale Common Law Court of Justice, Gericht nach Naturrecht, Völkerrecht und Allgemeingültiger Rechtsprechung“ (ICCJV) mit Sitz in Wien gegründet. Die Gründung würde auf der Unterzeichnung der „International Common Law Charta“, dem „Völkerrechtlichen Gründungsvertrag“ und dem „Wiener Statut des International Common Law Court of Justice“ basieren. Die Gründung dieses „Gerichts“ sei der UNO und dem Internationalen Gerichtshof in Den Haag bekanntgegeben worden und sei von diesen anerkannt. Die Mitarbeiter des „International Common Law Court of Justice“ würden Diplomatische Immunität genießen. Die ICCJV-Aktivisten versuchen, eine Paralleljustiz zu den bestehenden ordentlichen Gerichtsbarkeiten der einzelnen Nationalstaaten im deutschsprachigen Raum zu etablieren. Die behauptete Anerkennung des ICCJV durch die UNO und den Internationalen Gerichtshof in Den Haag begründen die ICCJV-Aktivisten damit, dass von dort der schriftlich mitgeteilten Gründung des ICCJV nicht innerhalb eines Monats widersprochen worden sei. Der ICCJV wird von offiziellen Stellen als Fantasiegericht bzw. Pseudo-Gerichtshof betrachtet, der von einer Handvoll Staatsverweigerern betrieben wird.
Der Domain-Name des Internetauftritts des ICCJV wurde im Juli 2014 von Marcus Steiner registriert, zu diesem Zeitpunkt Vorstandsmitglied der BZÖ-Partei in Wien. Bei der Nationalratswahl 2013 kandidierte Steiner auf der BZÖ-Landesliste Kärnten. Ebenso bei OPPT und ICCJV aktiv ist Wolfgang Empacher, welcher bei der Nationalratswahl 2013 auf der Landesliste Wien der BZÖ kandidierte. Steiner und Empacher wurden nach Bekanntwerden ihrer OPPT- bzw. ICCJV-Aktivitäten aus der BZÖ-Partei ausgeschlossen.
Der ICCJV hat am 14. Juli 2014 einen „Haftbefehl“ gegen den ÖVP-Politiker Erwin Pröll sowie acht weitere österreichische Landeshauptmänner wegen „Verbrechen gegen die Menschlichkeit und Sklaverei“ erlassen. Unterschrieben wurden die Haftbefehle von Wolfgang Empacher.
In einer Art Stellenausschreibung sucht der ICCJV seit November 2014 auf Facebook „Sheriffs“, um verurteilte Richter und Politiker festzunehmen. Es heißt dort: „Wir suchen Männer und Frauen mit Erfahrung in Kampfsport, Personenschutz, Militär- und Polizeiangelegenheiten“. Auf seiner Webseite hat der ICCJV ein eigenes Handbuch hinterlegt. Darin wird der angebliche organisatorische Aufbau des „Gerichtshofs“ mit Geschworenen, Friedensrichtern, Anklägern, Urkundsbeamten, Gerichtsverwaltern, Gerichtsvollziehern („Sheriffs“) und Hilfssheriffs („Deputies“) beschrieben. Es heißt dort unter anderem „Die Sheriffs dienen dem Gerichtshof als Schutz- und Exekutivorgan“ und „Ausweise und Marken sind über den Gerichtshof zu beantragen und bereitzustellen“. Betreffend den Aufgaben und Pflichten der angeblich ICCJV-eigenen Gerichtsvollzieher wird dort u. a. die „Durchsetzung der Vollstreckungen, Beschlüsse und Urteile“, „Bewachung und Überführung von Verurteilten“ und „Durchführung von Verhaftungen unter Vorlage des unterschriebenen Beschlusses oder Urteils des ICCJV“ aufgezählt. Die ICCJV-Gerichtsvollzieher hätten angeblich das Recht, „Waffen zur Selbstverteidigung oder Vereitlung und Verhinderung von Straftaten zu tragen“ und „Behörden der Gebietskörperschaften bei Ermittlungsmaßnahmen zur Zusammenarbeit zu verpflichten“. Darüber hinaus hat die ICCJV-Bewegung auf ihrer Webseite ein skurriles „Wiener Statut“ veröffentlicht, das offenbar eine Art Verfassung bzw. Grundgesetz für die Tätigkeit und Legitimation des ICCJV darstellen soll.
Im Januar 2015 kündigte der ICCJV an, in den österreichischen Landesgerichten jeweils zwei bis drei Räume für seine Verhandlungen nach dem „Naturrecht“ beziehen zu wollen. Dadurch würde es nach Ansicht der ICCJV-Bewegung möglich, dass jedermann ortsnah in einem „ICCJV-Gericht“ offiziell Klage einreichen könnte. Das Bundesministerium für Justiz hatte wegen dieser Okkupations-Ankündigung eine Warnung an die Landesgerichte herausgegeben. Von tatsächlich durch ICCJV-Sympathisanten versuchten Okkupationen ist allerdings nichts bekannt.
Am 25. Mai 2016 wurde in das Handelsregister des Schweizer Kantons Thurgau der Verein „IIA – International Intelligence Agency“ mit Sitz in Müllheim, Hofstrasse 1, eingetragen. Als Vereinszweck ist in den Statuten die Ausbildung, Koordination der Zusammenarbeit, Bereitstellung der Ausrüstung, Interessenvertretung der Mitglieder des Vereins gegenüber den Gerichtshöfen des ICCJV angegeben. Als Vereinspräsident wurde der Österreicher Marcus Steiner, als 1. Vizepräsident der Österreicher Wolfgang Empacher eingetragen. Bei der Anschrift in Müllheim handelt es sich um den sog. „Modelhof“, der auch im Impressum auf der ICCJV-Webseite als Anschrift des „Gerichtshofs“ genannt ist. Eigentümer des Modelhofs ist Daniel Model, ein Schweizer Unternehmer (Model Holding), der mehrfach als Staatskritiker in Erscheinung getreten ist. Im Jahr 2006 hatte Model seinen eigenen Staat mit Namen „Avalon“ ausgerufen. Model wurde im Januar 2022 am Landesgericht Graz als „Mitglied einer staatsfeindlichen Verbindung“ zu 7 Monaten bedingter Haft und 1,8 Mio. € Geldstrafe verurteilt. Die Geschworenen befanden, dass er als Friedensrichter des ICCJV tätig gewesen sein soll, und den ICCJV finanziell und mit der Überlassung einer Liegenschaft unterstützt hat.
Laut eigener Beschreibung ist der Verein „International Intelligence Agency“ verantwortlich für geheimdienstliche Ermittlungen und Informationsbeschaffung. Die Zusammenarbeit mit anderen internationalen Geheimdiensten sei eine Option. Unter der Anschrift des Modelhofs wurden noch weitere Vereine angemeldet, die alle dem ICCJV-Gerichtshof zuarbeiten: „International Sheriff Association“, „International Right Commission“ und die „International Right Organisation“. So sollen zum Beispiel deren Sheriffs die Personen verhaften, welche vom ICCJV-Gerichtshof verurteilt wurden.
Am 14. März 2017 begann der Strafprozess vor dem Landesgericht Krems an der Donau wegen des Vorfalls auf dem Bauernhof in Waidhofen-Hollenbach im Sommer 2014. Die Staatsanwaltschaft warf den insgesamt acht Angeklagten schwere Nötigung, beharrliche Verfolgung und Amtsanmaßung vor. Am 13. April 2017 verurteilte das Landesgericht Krems sechs der Angeklagten zu Freiheitsstrafen bis zu 20 Monaten (davon 15 Monate bedingt). Der Aktivist Marcus Steiner wurde dabei zu 18 Monaten verurteilt (davon 14 Monate bedingt).